# Notation de la parenté
 (août 2014).
Un système de notation ou notation de la parenté est, dans les études de parenté, l'ensemble des symboles qui permettent de visualiser ou de décrire de façon précise et exhaustive les relations qui unissent un échantillon de personnes apparentées, c'est-à-dire les positions qu'elles occupent les unes par rapport aux autres. En d'autres termes, ce sont des codes conventionnels qui servent à modéliser ce que l'on nomme, dans la culture occidentale, les relations familiales et, dans le langage anthropologique, les relations de parenté.
Deux formes de notations sont complémentaires : une notation graphique permet de construire des diagrammes de parenté, et une notation textuelle permet de décrire n'importe quelle position généalogique.

## L'anthropologie et les études de parenté
La notation de parenté est avant tout un outil pour l'anthropologue, mais bien peu pour le généalogiste : en effet ce dernier s'intéresse davantage aux individus qui composent la parenté plutôt qu'au sens que peut prendre la structure des relations. Cet outil privilégie en particulier les relations de filiation et d'alliance, considérées par les anthropologues comme la base de toute autre relation au sein de la famille. Il faut donc garder à l'esprit que ces notations ne sont possibles que par une simplification arbitraire. À ce titre, cet outil est vivement critiquable, et c'est pour cette raison qu'il reste très modulable et flexible en fonction des besoins de l'analyse.
En tout état de cause, c'est un outil qui rend aisé la manipulation de l'objet « structure de parenté », devenant beaucoup plus simple à cerner intellectuellement. Il est dès lors intéressant de focaliser son regard sur les positions relatives des individus entre eux et sur les relations qui les lient. Ainsi, pourra-t-on traiter des mariages spécifiques tel celui « kabyle » décrit par Pierre Bourdieu, ou tenter de résoudre le cas du mariage avec la cousine croisée matrilatérale (MBD), à la cousine parallèle patrilatérale (FBD).
En définitive, on peut considérer cet outil comme universel, car il permet de décrire le système de parenté de n'importe quelle société ; cognitif parce qu'il met au jour la signification des relations qui est invisible aux yeux des acteurs ; modélisant dans le sens où sa validité n'est que théorique.

## Terminologie générale
Avant même de recourir à des systèmes de notation, les anthropologues usent d'un certain nombre de termes simples destinés à désigner les traits caractéristiques de telle relation, ou de tel système de parenté.
- Ego. On appelle Ego l'individu-référence du système. Pour le dire autrement, c'est de cette manière que l'on désigne l'individu au centre de l'analyse. Par exemple, quand il sera évoqué la fille du frère de la mère, je saurai que c'est de la « cousine » d'Ego dont il est question.
- Matrilatéral - patrilatéral. Toute relation passant par le père d'Ego est dite patrilatérale. De la même façon, est matrilatérale toute relation du côté de la mère d'Ego. Par exemple : le frère de la mère est l'oncle matrilatéral d'Ego.
- Patrilinéaire. Toute transmission (identitaire, culturelle, foncière, patronymique...) d'une génération à l'autre, se faisant par l'intermédiaire des hommes de la lignée. De même, est matrilinéaire toute transmission se faisant par l'intermédiaire des femmes de la lignée. Par exemple en France, la transmission du nom de famille est de type patrilinéaire ; ou quand c'est la filiation même qui est matrilinéaire, cela signifie qu'Ego est membre de façon exclusive de la famille de sa mère.
- Cousinage parallèle. On appelle cousins parallèles, les cousins dont les parents par l'intermédiaire desquels la relation se fait, sont de même sexe. Exemple : la fille du frère du père d'Ego, ou la fille de la sœur de sa mère.
- Cousinage croisé. On appelle cousins croisés, les cousins dont les parents par l'intermédiaire desquels la relation se fait, sont de sexes différents. Exemple : le fils du frère de la mère d'Ego.

## Système de notation graphique
Lorsqu'un chercheur tente de conceptualiser un système de parenté particulier, il éprouve d'abord le besoin de reproduire à plat l'ensemble du schéma généalogique, afin de pouvoir appréhender d'un seul regard l'ensemble de la structure de parenté. Il existe pour cela un certain nombre de symboles universels qui permettent cette visualisation graphique.

### Codes et normes
Il n'existe pas dans ce domaine une table de symboles qui soit officiellement reconnue par l'ensemble de la communauté scientifique. Ceci s'explique simplement par l'extrême diversité des structures de parenté dans le monde, ce qui rend nécessaire la flexibilité de la notation. C'est pour cette raison que seuls quelques symboles font l'objet d'une norme, puis il est d'usage de compléter toute illustration par une légende concernant les symboles spécifiques.
- Normes de représentation des individus :

| Sexe indifférencié |  |  | Individu décédé |   |
| Sexe masculin      |  |  | Ainé            | + |
| Sexe féminin       |  |  | Cadette         | – |
- Normes de représentation des relations :

| Relations                       | Symbole | Exemple | Commentaire                                                         |
| ------------------------------- | ------- | ------- | ------------------------------------------------------------------- |
| Relation d'alliance             | ou      | ou      | par exemple la relation existant entre un mari et son épouse        |
| Relation de germanité           |         |         | par exemple la relation existant entre frères et sœurs              |
| Relation de filiation           | \|      |         | par exemple la relation existant entre des enfants et leurs parents |
| Relation d'alliance interrompue |         |         | par exemple un divorce                                              |
| Seconde relation d'alliance     | ou      |         | par exemple une polygamie, ou un remariage                          |

### Applications
À l'aide de cette notation graphique, il est possible facilement de modéliser sous la forme d'un diagramme n'importe quel système de parenté, du plus simple au plus complexe. En voici quelques exemples :

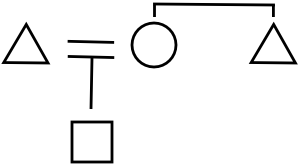
L'atome de parenté

## Système de notation alphabétique
La notation par le langage graphique, décrite précédemment, révèle cependant certaines limites évidentes. Par exemple, il est impossible pour le chercheur de nommer de façon simple et concise une relation avec le fils du frère de la mère. Pour cela, il a été mis au point un système simple de notation à partir du langage alphabétique, destiné à nommer exclusivement des relations. Celle-ci se décline en une version française, et une version anglo-saxonne beaucoup plus universelle.
| Individu        | (fr) | (en) |  | Individu         | (fr) | (en) |
| --------------- | ---- | ---- |  | ---------------- | ---- | ---- |
| Frère (Brother) | Fr   | B    |  | Père (Father)    | Pe   | F    |
| Sœur (Sister)   | So   | Z    |  | Mère (Mother)    | Me   | M    |
| Mari (Husband)  | Ma   | H    |  | Fils (Son)       | Fs   | S    |
| Épouse (Wife)   | Ep   | W    |  | Fille (Daughter) | Fl   | D    |
Remarque : ces huit relations se limitent à celle de la forme nodale de la famille. En effet, seules les relations d'alliance et de filiation sont considérées comme pertinentes ici.
Remarque : dans cet article, comme dans la majorité des études de parenté, c'est le système international qui est privilégié pour des raisons d'universalité.
Dès lors on peut positionner n'importe quel individu dans sa relation à Ego. La position de celle-ci ou de celui-ci est parfois précisée par le caractère « ? » : ainsi ?S et ?D désignent-ils respectivement le fils d'Ego et la fille d'Ego.
Il faut être vigilant quant au génitif saxon ('s) de la langue anglaise : l'appartenant est situé avant l'appartenu, contrairement à la langue française.
- dans la génération des grands parents d'Ego :

MM = mother's mother = mère de la mère = grand-mère maternelle
FM = father's mother = mère du père = grand-mère paternelle
MF = mother's father = père de la mère = grand-père maternel
FF = father's father's = père du père = grand-père paternel
- dans la génération des parents d'Ego :

MZ = mother's sister = sœur de la mère = tante maternelle
FZ = father's sister = sœur du père = tante paternelle
MB = mother's brother = frère de la mère = oncle maternel
FB = father's brother = frère du père = oncle paternel
- dans la génération d'Ego :

MZD = mother's sister's daughter = fille de la sœur de la mère = cousine maternelle (ou cousine parallèle matrilatérale)
MBD = mother's brother's daughter = fille du frère de la mère = cousine maternelle (ou cousine croisée matrilatérale)
MZS = mother's sister's son = fils de la sœur de la mère = cousin maternel (ou cousin parallèle matrilatéral)
MBS = mother's brother's son = fils du frère de la mère = cousin maternel (ou cousin croisé matrilatéral)
FZD = father's sister's daughter's = fille de la sœur du père = cousine paternelle (ou cousine croisée patrilatérale)
FBD = father's brother's daughter's = fille du frère du père = cousine paternelle (ou cousine parallèle patrilatérale)
FZS = father's sister's son's = fils de la sœur du père = cousin paternel (ou cousin croisé patrilatéral)
FBS = father's brother's son's = fils du frère du père = cousin paternel (ou cousin parallèle patrilatéral)

## Système de notation positionnelle
Un système de notation positionnelle a été par ailleurs proposé par Laurent Barry. « Celle-ci consiste à lister les numéros des individus parcourus, en indiquant les points apicaux du chemin (ceux après lesquels le chemin « descend ») par des parenthèses et en marquant les liens de mariage par un point entre les conjoints. »
Ainsi la notation positionnelle 1(2)3.(4)5, ou, pour les genres notés H (homme) et F (femme), H(H)F.(H)F équivaut-elle à la notation standard ?ZHD.

### Ressources bibliographiques
- Maurice Godelier, Métamorphose de la parenté, Paris, Fayard, 2004.
- Robert Deliège, Anthropologie de la parenté, Paris, Armand Colin, 1996.
- Robin Fox, Anthropologie de la parenté : une analyse de la consanguinité et de l'alliance, Paris, Gallimard, 1978.
- Christian Ghasarian, Introduction à l'étude de la parenté, 1996 (réimpr. 1996), 276 p. (ISBN 978-2-02-024701-6 et 2-02-024701-1).